# Hieroglif
Hieroglífi so pisava, ki so jo uporabljali v starem Egiptu. Pisava je uporabljala kombinacije samoznakov (logografov) z zlogovnimi (silabičnimi) in abecednimi elementi.

## Etimologija
Beseda hieroglif izhaja iz grške besede ἱερογλύφος: hieroglúfos; ἱερός: hiero- - svet + γλύφειν: glúfein - rezbariti. Tradicionalno egipčansko ime za hieroglife mdw.w nṯr se v latinici zapiše kot medu nečer, kar pomeni 'božje besede'. Tako so Grki, ki so obiskali Egipt, imenovali egipčanske ideografe okoli leta 300 pr. n. št.

## Izvor
Egipčani so verjeli, da je pisavo izumil njihov bog modrosti Tot in zato so jih imenovali zẖ3 n.j mdw.w nṯr "zapis božjih besed". Ker so besede prihajale od bogov, so imele čarobno moč. Iz napisov v grobnicah je razbrati prepričanje Egipčanov, da se z ohranjanjem imen ohranja v živem spominu tudi osebo samo. Če se napis grobnice po nesreči zbriše, izgine tudi oseba. Egipčanski faraoni so imeli po pet imen, od katerih sta bili najpomembnejši kronsko in rojstno ime.

## Zgodovina in razvoj egipčanskih hieroglifov
Veliko let je bila najstarejši znan hieroglifski napis paleta faraona Narmerja iz okoli leta 3000 pr. n. št. (tudi 3200 pr. n. št.), ki so jo našli leta 1898 med izkopavanji kraljevskih prostorov v [[Nehen|Hierakonpolisu]u (Nehen, danes Kom El-Ahmar). Leta 1987 je nemška arheološka skupina pri izkopavanjih v Abidosu, (danes Um el-Kva'ab), odkrila grobnico U-j, ki je pripadala preddinastičnemu vladarju. V njej je bilo več sto kostnih tablic s popolnoma razvitimi hieroglifi. Starost grobnice so ocenili na okoli 3150 pr. n. št.
Hieroglife lahko delimo na tri kategorije znakov: 
- znake za posamezne glasove (fonograme) kot pri abecedi, a zapisovali so samo soglasnike (razen posameznih samoglasnikov kot npr. a, i ter u, s tem da sta poslednja zapisana kot j in v oz. w). Fonogrami so imeli vrednost enega, dveh ali treh soglasnikov. Po konvenciji egiptologov se na mestih kjer manjka vmesni samoglasnik (tak zapis se uporablja tudi danes npr. v arabščini; bralec mora sam dodati prave samoglasnike) poenoteno izgovarja vmesni "e". (nfr = nefer)
- ideografe, ki so samostojno predstavljali posamezne besede (npr. slikovni znak sistruma pomeni sistrum in se fonetično izgovarja sššt, kar pomeni sistrum)
- determinative, ki so naznačevali razred (oz. kategorijo) posamezne besede brez njenega natančnega pomena (npr. osebe in poklice, bogove, dele telesa, živali, rastline, pohištvo itd). Slednji so bili namenjeni določanju točnega pomena besede, saj je kar nekaj enakih besed z različnimi pomeni zvenelo enako.

Pisava se je razvijala glede na način kako, kje in s kakšnim namenom so jo uporabljali. V različnih časovnih obdobjih je bilo sočasno v uporabi več različnih načinov pisave. 
Z uporabo papirusa in črnila se je razvila kurzivna pisava hieroglifov. Skozi posamezna časovna obdobja lahko dobro sledimo razvoju te poenostavljene črkovne oblike pisave, ki je na začetku še zelo slična hieroglifski predlogi. Razvoj je šel naprej, iz kurzivne (ležeče tiskanih pismenk) hieratske (svečeniške) pisave je nastala še enostavnejša demotska (ljudska, razširjena) pisava. Obe obliki sta se uporabljali za zapis na papirusu. V hieratski pisavi je ohranjenih veliko osebnih virov, kot so zasebna pisma, zgodbe in poslovne pogodbe, v demotski pa prevladuje zapis pravnih listin. Na znamenitem kamnu iz Rosette (Rašid) iz leta 196 pr. n. št. je identično besedilo zapisano v grške pisave ter tudi še v hieroglifski in demotski pisavi oz. v srednjeegipčanskem in demotskem jeziku.
Hieroglife so uporabljali tudi pod perzijsko nadvlado (s presledki v 6. in 5. stoletju pr. n. št.), po zavzetju Egipta Aleksandra III. Velikega ter med makedonskim in rimskim obdobjem. V kasnejšem času se je začela uporabljati cela vrsta dodatnih hieroglifov (predvsem naraste število determinativov), poleg tega se je začelo uporabljati dodaten zašifriran (skrivnosten) pomen hieroglifov, tako da je sistem branja postal vse bolj zapleten in v njem lahko vidimo neke vrste odziv na spremenjene politične razmere. Hieroglifi so pričeli prevzemati vlogo ločevanja 'pravih Egipčanov' od zunanjih osvajalcev (in njihovih krajevnih lakajev). Tudi ohranjene omembe grških in rimskih avtorjev o hieroglifih podpirajo to tezo. 
Do 4. stoletja je lahko bralo hieroglife le nekaj Egipčanov, vse bolj pa je naraščal »mit« o hieroglifih. Leta 391 je rimski cesar Teodozij I. Veliki zaprl vse nekrščanske templje in raba hieroglifov na spomenikih je zamrla. Zadnji znani zapis je iz templja prav na jugu malo po letu 391.
Iz 4. stoletja je ohranjen Horapollonov spis Hieroglyphica, »razlaga« skoraj 200 znakov. Delo je bilo sicer ugledno, vendar v veliki meri napačno, in je v precejšni meri in za kar nekaj časa oviralo dešifriranje egipčanske pisave. Zgodnejši učenjaki so poudarjali njegov grški izvor, sodobnejši pogled pa nakazuje ostanke pristnega znanja in ga zavrača kot »obupen« poskus egipčanskih razumnikov za rešitev nepovrnljive preteklosti. Hieroglyphica je imela velik vpliv na renesančni simbolizem, še posebej na knjigo podob Emblemata italijanskega pravnika Andree Alciata v zgodnjem 16. stoletju in na delo Hypnerotomachia Poliphili (Polifilov boj za ljubezen in sanje) italijanskega dominikanskega duhovnika in meniha Francesca Colonne iz leta 1499.
Veliko sodobnih učenjakov je skozi stoletja poskušalo dešifrirati hieroglife. Med njimi je bil tudi Athanasius Kircher, ki je med letoma 1650 in 1654 v Rimu izdal štiri zvezke prevodov hieroglifov. Od teh ni bil pravilen niti eden in niti približno ni zadel pomena. Vseeno pa je njegovo delo pomembno, ker je spoznal, kakšno vrednost pomeni učenje koptščine, najkasnejše oblike egipčanskega jezika, ki so jo drugi poskušali utajiti. Poskusi prvih učenjakov niso uspeli. Francoski orientalist Joseph de Guignes je sto let kasneje celo izjavil, da so bili Kitajci egipčanski naseljenci. Poleg Kircherja je egipčanske hieroglife raziskoval tudi francoski učenjak Nicolas Freret. Angleški škof in kritik William Warburton je ugotovil, da egipčansko pisavo sestavljajo tudi znaki v smislu abecede. Pri razvozlanju hieroglifov sta največ prispevala angleški fizik Thomas Young in francoski jezikoslovec Jean-François Champollion, ki je hieroglife dokončno razvozlal med letoma 1822 in 1824. Odkritje kamna iz Rosette leta 1799 članov Napoleonovega vojaškega pohoda na Egipt je Champollionu pripomoglo k dokončnemu razvozlanju sistema pisave in tako predstavlja odločilen korak ter velik uspeh mlade vede, egiptologije.

## Pisava
Glavni članek: Egipčanski jezik.
To je zapleten sistem, pisava, ki ima hkrati prenesen, simboličen in glasovni pomen, v istem besedilu, v istem reklu. Skoraj bi rekel, da v isti besedi. Champollion v pismu Dacierju, 27. september 1822.
Hieroglifska pisava ima 24 glavnih enoznačnih znakov, ki predstavljajo samostojen glas, podobno kot slovenske črke, kakor tudi veliko dvoznačnih znakov, ki predstavljajo dva glasova. Obstajajo tudi troznačni glasovi, čeprav v pisavi niso tako pogosti.
Vedeti moramo, da večine samoglasnikov v hieroglifski pisavi niso zapisovali, tako da pri izgovarjavi med soglasniki dodajamo »e«. Na primer: nfr -> nefer - lep, dober.
Beseda 'Ptolemaj' je v hieroglifih zapisana kot:
| p · t | wA | l · M | i | i | s |

Črke na tej ploščici so:
| P T | O | L M | E E S |

čeprav EE predstavlja eno črko in se v latinico prepiše kot I (ali Y).
Drug primer kako se lahko hieroglife razume je pomen egipčanske besede pr (po navadi izgovorjeno kot per). Prvi pomen je bil 'hiša', hieroglifski zapis je bil enostaven:
| pr · Z1 |

Tukaj je hieroglif 'hiša' deloval kot ideogram: predstavljal je besedo z enim samim znakom. Z navpično potezo pod hieroglifom so v splošnem označili, da ima znak pomen ideograma.
Beseda pr je lahko pomenila tudi 'iti ven, oddti'. Kadar so zapisali to besedo, je hieroglif 'hiša' pomenil glasovni znak:
| pr · r | D54 |

Tukaj je hieroglif 'hiša' pomenil soglasnika pr. Hieroglif 'usta' spodaj je bil glasovno dopolnilo: bere se kot r, in ojača glasovno izgovorjavo pr. Tretji hieroglif je bil determinativ, ideogram, ki je podal bralcu širok pomen tistega kar je bilo zapisano. Tukaj je nakazoval glagol gibanja.
Ker je bilo pri takšni pisavi možno, da je imelo zaporedje znakov več pomenov, lahko vidimo, kako težko je bilo razvozlati hieroglife.